# Dipcadi clarkeanum
Dipcadi clarkeanum är en sparrisväxtart som beskrevs av Schinz. Dipcadi clarkeanum ingår i släktet Dipcadi och familjen sparrisväxter.
Artens utbredningsområde är Namibia. Inga underarter finns listade i Catalogue of Life.